# Ministarstvo magije
U seriji romana o Harryju Potteru autorice J. K. Rowling Ministarstvo Magije glavno je političko tijelo čarobnjačke zajednice u Britaniji koje je nastalo iz nekadašnjeg Čarobnjačkog vijeća. Poznato je da druge zemlje također imaju svoja Ministarstva Magije. Posao Ministra magije, čini se, uključuje izvršne, zakonodavne i sudske funkcije. Ministarstvo ima sedam odjela i veliki broj ureda koji se nose s različitim područjima čarobnjačkog svijeta. Različiti odjeli komuniciranju pomoću internih dopisa, začaranih papirnatih aviončića blijedoljubičaste boje. Britansko Ministarstvo Magije smješteno je u središtu Londona, duboko pod zemljom.
Ministarstvo održava kontakt s britanskim Premijerom pomoću portreta čarobnjaka u premijerovom uredu u Downing Streetu koji ga obavještava o vremenu dolaska Ministra magije (HP6). Da se uđe u Ministarstvo potrebno je birati broj 62442 ("MAGIC") u određenoj telefonskoj govornici i nakon toga reći svoje ime i razlog dolaska. Zatim se (magičnim sustavom) izdaju propusnice i telefonska se govornica spušta u pod sve do predvorja u Ministarstvu. Drugi su načini za dolazak u Ministarstvo aparacija i letimreža.

## Sadašnji Ministar Magije
Sadašnji britanski Ministar Magije je Kingsley Shacklebolt.
19 godina nakon Bitke za Hogwarts, ministrica magije postaje Hermiona Granger (Harry Potter i ukleto dijete).

## Bivši Ministri Magije
Rufus Scrimgeour zamijenio je Corneliusa Fudgea na mjestu Ministra u Harryju Potteru i Princu miješane krvi. Fudge je pak na toj poziciji zamijenio Millicent Bagnold, o kojoj ništa drugo nije poznato. Prijašnji ministri bili su Grogan Stump, koji je dao prvu prihvatljivu definiciju bića i koji je bio jedan od najpopularnijih ministara i Artemisia Lufkin, prva vještica izabrana na taj položaj. Pod ministrom se nalaze razni pomoćnici (najpoznatija je među njima Dolores Umbridge) i šefovi raznih magičnih odjela. Točna struktura vlasti u ministarstvu nije potpuno poznata.
Albusu Dumbledoreu, bivšem ravnatelju Hogwartsa, tri je puta ponuđen posao Ministra magije i on ga je tri puta odbio. Kad je Tom Marvolo Riddle, sada Lord Voldemort, završavao svoje školovanje u Hogwartsu, svi su predviđali da će jednom postati Ministar Magije. Riddle je, međutim, odbio sve ponude za pomoć da pronađe posao u Ministarstvu. 

## Vodič kroz Ministarstvo
Popis katova u Ministarstvu Magije:
- Razina 1 - ? Ured Ministra Magije
- Razina 2 - Odjel magijskog pravosuđa
  - Sjedište aurora
  - Ured za neovlaštenu upotrebu magije
  - Administrativna služba Čarosudnog suda
- Razina 3 - Odjel za magične nesreće i katastrofe
  - Odred za ispravljanje čarobnjačkih nezgoda
  - Sjedište oblivijatora
  - Komisija za mazanje oči bezjacima
- Razina 4 - Odjel za regulaciju i kontrolu magičnih stvorenja
  - Direkcija za zvijeri, bića i duhove
  - Ured za vezu s goblinima
  - Savjetodavni ured za štetočine
- Razina 5 - Odjel za međunarodnu magijsku suradnju
  - Uprava za međunarodne trgovačke standarde
  - Međunarodni ured za magijsko pravosuđe
  - Međunarodna udruga čarobnjaka, britansko izaslanstvo
- Razina 6 - Odjel za magijski promet
  - Letimrežna služba
  - Komisija za regulaciju metli
  - Ured za putoključeve
  - Centar za polaganje aparacije
- Razina 7 - Odjel za magijske igre i sportove
  - Sjedište britanske i irske metlobojske lige
  - Službeni hrakometni klub
  - Ured za apsurdne patente
- Razina 8 - PREDVORJE
  - Fontana magične braće
  - Dizala
- Razina 9 - Odjel tajni
- Razina 10 - Sudnice

Glavno dizalo (maskirano kao telefonska govornica) prevozi posjetitelje do predvorja na razini 8.
Više od dvadeset dizala staje na svim katovima od razine 1 do razine 9.
Stubištem se vjerojatno može doći do svih 10 razina u Ministarstvu, ali jedino se njima može doći do sudnica na razini 10.

## Odjel magičnog pravosuđa
Ovaj je odjel gotovo sigurno najvažniji od svih, zato što se radi o kombinaciji policije i pravnih ustanova. Nalazi se na drugoj razini Ministarstva Magije i uključuje Ured za neovlaštenu upotrebu magije koji kažnjava čarobnjake koji ne koriste magiju na ispravan način ili je koriste pred bezjacima; Ured za zloupotrebu bezjačkih artefakata, koji regulira bacanje čarolija na bezjačke predmete; Ured za otkrivanje i zapljenu lažnih obrambenih čarolija i amajlija (vodi ga Arthur Weasley); sjedište aurora, elitnih lovaca na zle čarobnjake, i administrativnu službu Čarosudnog suda.
Odjel magičnog pravosuđa, prije brutalne smrti od ruke Lorda Voldemorta, vodila je Amelia Bones.

## Odjel za magijske igre i sportove
Najopušteniji odjel u Ministarstvu (na zidovima u hodniku mogu se vidjeti posteri omiljenih metlobojskih ekipa, iako treba primijetiti da i neki aurori u svojim uredima imaju slične postere) bavi se organiziranjem raznih sportskih događanja kao što su na primjer Svjetsko metlobojsko prvenstvo i Tromagijski turnir. Ludovic "Ludo" Bagman bio je šef odjela, ali je zbog svojih kockarskih dugova bio prisiljen pobjeći od goblina kojima je dugovao novac. Sadašnji je šef odjela nepoznat. Odjel se nalazi na razini 7 u Ministarstvu Magije i uključuje:
- Sjedište  britanske i irske metlobojske lige
- Službeni hrakometni klub
- Ured za apsurdne patente

## Odjel za magične nesreće i katastrofe
Ovaj je odjel odgovoran za popravljanje sve slučajne magične štete. Nalazi se na razini 3 Ministarstva Magije i uključuje sljedeće urede:
- Odred za ispravljanje čarobnjačkih ozljeda

To je odred čarobnjaka čiji je posao popraviti posljedicce slučajne magije, koju obično uzrokuju mladi vještice i čarobnjaci koji još nisu naučili kontrolirati svoju magiju. Na primjer, ovaj je odred morao intervenirati kad je u Harryju Potteru i Zatočeniku Azkabana Harry napuhao svoju tetu Margu kao balon. Oderd je vjerojatno morao pozvati i oblivijatore kako bi oni promijenili Margino sjećanje.
- Sjedište oblivijatora
- Komisija za mazanje oči bezjacima

## Odjel za regulaciju i kontrolu magičnih stvorenja
Odjel je podijeljen na tri osnovne direkcije (za zvijeri, bića i duhove) i sastoji se od manjih ureda kao npr. za kontakt s goblinima i kentaurima, iako se kentauri nikad nisu ni pokušali obratiti tom uredu. Zato se fraza da nekog "šalju u Ured za kentaure" koristi kao interna šala, a znači da će taj netko uskoro dobiti otkaz. Za više detalja o razlikama između ovih direkcija pogledajte Čarobne zvijeri u Harryju Potteru.
U sedmom poglavlju Harryja Pottera i Reda feniksa saznajemo da se odjel nalazi na razini 4 u Ministarstvu magije.
Uredi:
- Direkcija za zvijeri:
  - Jedinica za hvatanje vukodlaka
  - Odbor za uklanjanje opasnih stvorenja
  - Registar vukodlaka
  - Ured za istraživanje zmajeva
  - Ured za kontakt s kentaurima

- Direkcija za bića:
  - Služba za pomoć vukodlacima
  - Ured za kontakt s goblinima
  - Ured za premještanje kućnih vilenjaka

- Direkcija za duhove:
  - Savjetodavni ured za štetočine

## Odjel tajni
Napomena: U tekstu koji slijedi ima puno riječi poput "možda", "čini se" i "vjerojatno" zato što mnoge stvari o Odjelu tajni još nisu poznate, a sve će se vjerojatno :) razjasniti u posljednjoj knjizi.
Odjel tajni je, kao što mu i samo ime kaže, tajnovit odjel. Većinu operacija izvodi u potpunoj tajnosti. Svega nekoliko čarobnjaka u Ministarstvu zna što se zapravo nalazi u odjelu. Ti čarobnjaci, koji rade u Odjelu tajni, nazivaju se Neizrecivci.
Iako je većina poslova kojima se u Odjelu bave još uvijek ostala tajna, neki od projekata, koji se izvode zbog istraživanja, otkriveni su u Redu feniksa. Čini se da da Odjel radi na otkrivanju tajni smrti i vremena, a između ostalog i bilježi sva proročanstva, bez obzira na to kada su nastala. Ta se proročanstva magičnim putem spremaju u staklene kugle koje se nalaze na policama u Dvorani Proročanstava. Zaštićena su magijom, tako da ih Čuvar Dvorane Proročanstava i ljudi na koje se proročanstva odnose mogu skinuti s polica; sve druge obuhvaća trenutno ludilo.
Sve se sobe u Odjelu (iako ni jedna nije izričito imenovana) bave različitim tajnama života, pa tako postoje sobe "Vremena", "Smrti", "Ljubavi",... 
Te sobe uključuju:
- Okruglu sobu koja služi kao ulaz u druge. Njezini se zidovi okreću, i tako zbunjuju i dezorijentiraju one koji se u sobi nalaze, svaki put kad su sva njezina vrata zatvorena. To je vjerojatno uvedeno iz sigurnosnih razloga, kako bi se zaustavilo one koji nisu zaposleni u Odjelu da dođu do svog cilja. Soba na usmeni zahtjev za izlazom odgovara otvaranjem odgovarajućih vrata.
- Odaja misli - izdužena soba u kojoj mozgovi plivaju u zelenoj otopini (čini se da tim "mozgovima" upravlja neko stvorenje koje ih koristi kako bi zadavio svoje žrtve). Vjerojatno se koristi za proučavanje uma.
- Odaja svemira - mračna prostorija puna planeta koji lebde u zraku. I posjetitelji mogu početi lebdjeti. Uključuje planete Uran i Pluton(?i ostale planete Sunčevog sustava). Vjerojatno se koristi za proučavanje gravitacije i drugih prirodnih sila.
- Odaja smrti - velika soba pravokutnog oblika, koja podsjeća na amfiteatar, s kamenim podijem u središtu na kojem se nalazi stari kameni luk zastrt crnim velom. Kroz taj je luk u Harryju Potteru i Redu feniksa pao Sirius Black, Harryjev krsni kum. Vjerojatno se koristi za proučavanje smrti.
- Odaja vremena - soba u kojoj se čuvaju razne naprave povezane s vremenom, kao npr. satovi raznih opisa i vremokreti (lančići s pješčanim satovima koji onoga koji ih nosi mogu poslati u prošlost). U sobi se nalazi i tajanstveno zvono unutar kojeg se sve pomlađuje, a zatim polako vraća u prvotno stanje kao u začaranom krugu. Vjerojatno se koristi za proučavanje vremena.
- Odaja budućnosti - ogromna soba s više od stotinu redova polica na kojima se čuvaju proročanstva. U novinskom članku u Dnevnom Proroku imenovana je kao Dvorana Proročanstava. Harryja Pottera, Rona Weasleyja, Hermionu Granger, Ginny Weasley, Nevillea Longbottoma i Lunu Lovegood su u tu odaju namamili Lord Voldemort i njegovi smrtonoše. Vjerojatno se koristi za proučavanje proročanstava i budućnosti.
- Odaja ljubavi - soba iza vrata koja uvijek ostaju zatvorena i koja se ne mogu otvoriti ni Alohomorom ni nikakvim čarobnim noževima. Prema riječima Albusa Dumbledorea, iza tih se vrata krije najtajniji predmet proučavanja u cijelom Odjelu: sila koja je istovremeno i ljepša i strašnija od smrti, inteligencije i prirodnih sila. To je moć koju Harry posjeduje i koju Voldemort uopće nema.

Šesnaest godina prije Harry Potter i Reda feniksa, Sybill Trelawney izrekla je proročanstvo o Lordu Voldemortu i Harryju Potteru. Smrtonoša (koji je u Harryju Potteru i Princu miješane krvi otkriven kao Snape) načuo je dio proročanstva. Voldemort je odlučio ubiti Harryja vjerujući da će to spriječiti ostvarivanje proročanstva: umjesto toga, upravo je on uzrokovao događaje opisane u proročanstvu, i tako izgubio svoje moći.
Nakon što je vratio svoje moći u Harryju Potteru i Plamenom Peharu, Voldemort je odlučio dokopati se Trelawneyjinog proročanstva, koje je sada bilo pohranjeno u Odjelu tajni. Nevolja je bila u tome da su proročanstvo iz Odjela mogli uzeti samo on ili Harry Potter. Kako Lord Voldemort nije planirao ušetati u Ministarstvo i uzeti proročanstvo, odlučio je namamiti Harryja da to učini za njega.
Taj je plan gotovo uspio, ali je proročanstvo uništeno prije nego što ga je Voldemort imao priliku čuti. U Ministarstvu je došlo do borbe i Sirius Black upao je kroz Veo i umro. Kad je Cornelius Fudge svojim očima vidio Voldemorta u Ministarstvu Magije, bio je prisiljen priznati da je bio u krivu kad je nijekao Voldemortov povratak.
Nažalost, u Harryju Potteru i Princu miješane krvi, junaci su shvatili da se situacija nije puno popravila, zato što je Ministarstvo odlučilo brinuti se samo za dobar izgled u očima čarobnjačke zajednice, a nikako se nije pokušalo uhvatiti u koštac s Voldemortom. Za primjer se mogu uzeti uhićenje Stana Shunpikea koji nije kriv za više od običnog hvalisanja i pokušaj da se Harryja učini maskotom Ministarstva. Kad je Harry to odbio, Rufus Scrimgeour, koji je zamijenio Fudgea na mjestu Ministra Magije, optužio ga je da je Dumbledoreov čovjek do srži, što je karakteristika koju je Harry s ponosom prisvojio. 